# Liste der Chief Minister von Jammu und Kashmir
Die folgende Tabelle listet die Chief Minister des Bundesstaats Jammu und Kashmir (bis 2019) bzw. des Unionsterritoriums Jammu und Kashmir (ab 2019) mit Amtszeit und Parteizugehörigkeit auf. Bis 1965 hieß das Amt Premierminister (Prime Minister), wie bereits zuvor in Fürstenstaat Jammu und Kashmir. Zum 31. Oktober 2019 wurde der Bundesstaat Jammu und Kashmir in die Unionsterritorien Jammu und Kashmir und Ladakh aufgeteilt.
| #  | Name                  | Amtsantritt       | Ende der Amtszeit | Partei                                      |
| 1  | Ghulam Muhammad Sadiq | 30. März 1965     | 11. Dezember 1971 | Indischer Nationalkongress                  |
| 2  | Syed Mir Qasim        | 12. Dezember 1971 | 24. Februar 1975  | Indischer Nationalkongress                  |
| 3  | Mohammed Abdullah     | 25. Februar 1975  | 25. März 1977     | Jammu & Kashmir National Conference         |
|    | (Governor’s rule)     | 26. März 1977     | 8. Juli 1977      |                                             |
| 4  | Mohammed Abdullah     | 9. Juli 1977      | 8. September 1982 | Jammu & Kashmir National Conference         |
| 5  | Farooq Abdullah       | 9. September 1982 | 1. Juli 1984      | Jammu & Kashmir National Conference         |
| 6  | Ghulam Mohammad Shah  | 2. Juli 1984      | 5. März 1986      | Jammu & Kashmir National Conference         |
|    | (Governor’s rule)     | 6. März 1986      | 6. November 1986  |                                             |
| 7  | Farooq Abdullah       | 7. November 1986  | 18. Januar 1990   | Jammu & Kashmir National Conference         |
|    | (Governor’s rule)     | 19. Januar 1990   | 8. Oktober 1996   |                                             |
| 8  | Farooq Abdullah       | 9. Oktober 1996   | 17. Oktober 2002  | Jammu & Kashmir National Conference         |
|    | (Governor’s rule)     | 18. Oktober 2002  | 1. November 2002  |                                             |
| 9  | Mohammad Sayeed       | 2. November 2002  | 1. November 2005  | Jammu and Kashmir People’s Democratic Party |
| 10 | Ghulam Nabi Azad      | 2. November 2005  | 9. Juli 2008      | Indischer Nationalkongress                  |
|    | (Governor’s rule)     | 10. Juli 2008     | 4. Januar 2009    |                                             |
| 11 | Omar Abdullah         | 5. Januar 2009    | 8. Januar 2015    | Jammu & Kashmir National Conference         |
| 12 | (Governor’s rule)     | 8. Januar 2015    | 1. März 2015      |                                             |
| 13 | Mohammad Sayeed       | 1. März 2015      | 7. Januar 2016    | Jammu and Kashmir People’s Democratic Party |
|    | (Governor’s rule)     | 9. Januar 2015    | 4. April 2016     |                                             |
| 14 | Mehbooba Mufti        | 4. April 2016     | 19. Juni 2018     | Jammu and Kashmir People’s Democratic Party |
|    | (Governor’s rule)     | 20. Juni 2018     | 19. Dezember 2018 |                                             |
|    | (President’s rule)    | 19. Dezember 2019 | 14. Oktober 2024  |                                             |
| 15 | Omar Abdullah         | 16. Oktober 2024  | amtierend         | Jammu & Kashmir National Conference         |